# Google Books

Logo von Google Books

Google Books (interner Projekttitel Project Ocean) ist die größte private Sammlung retrodigitalisierter Bücher. Sie befindet sich im Besitz des US-amerikanischen Unternehmens Google LLC. Die Sammlung ist in Auszügen öffentlich einsehbar. Nach eigenen Angaben ist ihr Ziel, das in Büchern niedergeschriebene Wissen vorwiegend durch Digitalisierung für eine Volltextsuche zur Verfügung zu stellen. Im Jahr 2019 gab das Unternehmen anlässlich des 15-jährigen Jubiläums von Google Books bekannt, im Besitz von Scans von über 40 Millionen Büchern in mehr als 400 Sprachen zu sein.

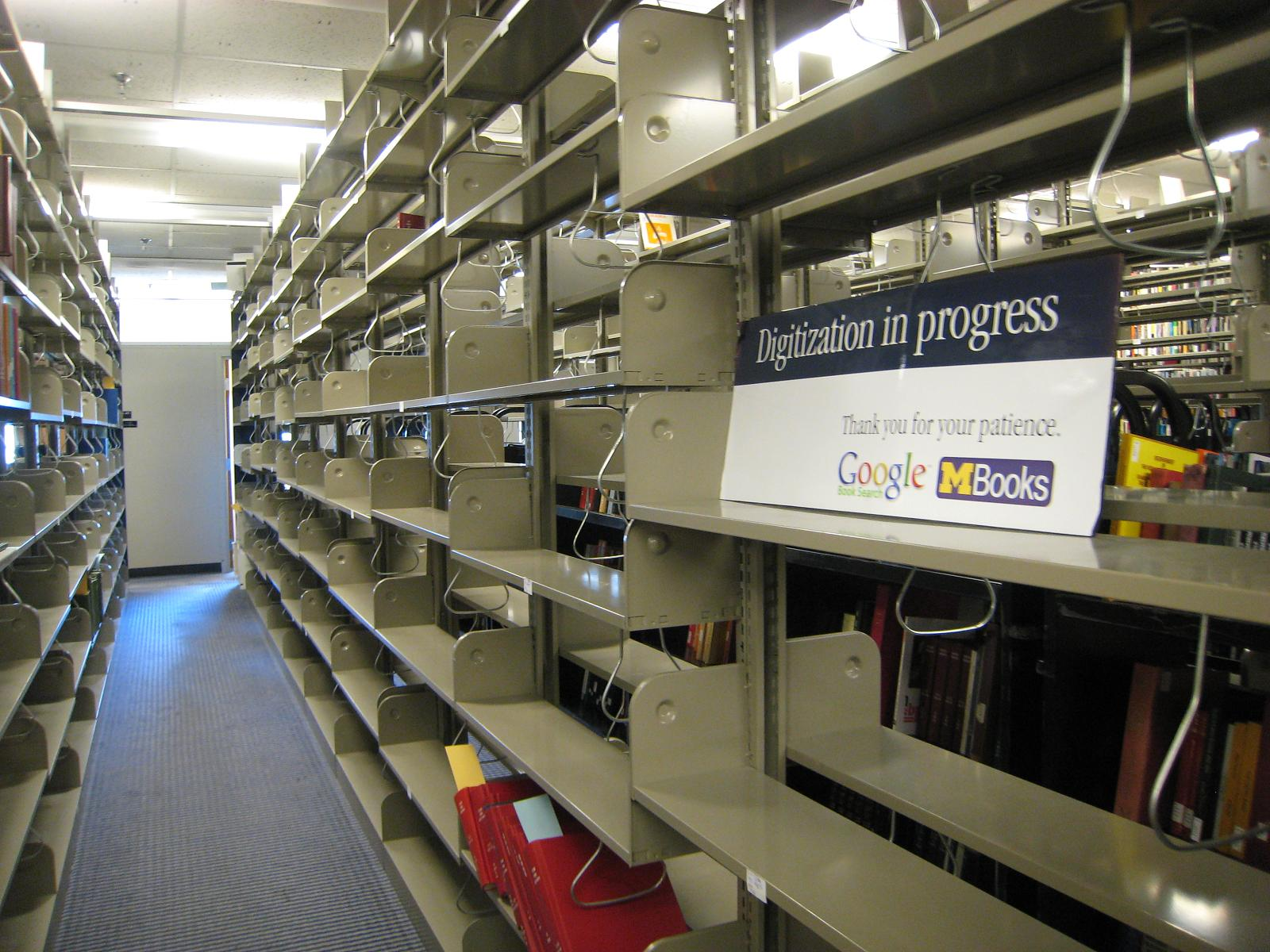
Vorübergehend leere Bücherregale in der University of Michigan: „Digitization in progress“ für Google Books, 2008

Die Zeitschrift The Atlantic berichtete im April 2017, dass Google das Scannen von Büchern praktisch eingestellt habe. Im selben Monat schrieb das Online-Magazin Wired, dass innerhalb von Google nur noch wenige Leute an dem Projekt arbeiten, diese jedoch noch weiterhin Bücher scannen, wenn auch in einem weit geringeren Umfang als zuvor.

## Beschreibung
Google Books speist sich aus zwei Quellen:
- Google Print im engeren Sinn, dem – nicht weiter kontroversen – Kooperationsprojekt mit Verlagen, und
- Google Library, bei dem Bücher großer akademischer Bibliotheken auch ohne vorherige Zustimmung der Rechteinhaber massenweise gescannt werden, was juristisch umstritten war und ist.[4]

### Zugangsebenen
Bei Google Books gibt es vier Zugangsebenen:
- Vollansicht (Full view): Meistens ältere Bücher, bei denen der urheberrechtliche Schutz abgelaufen ist
- Eingeschränkte Vorschau (Preview): Ein Prozentanteil der Buchseiten, den die Verlage der Rechteinhaber festlegen können, wird gezeigt
- Auszugsansicht (Snippet view): Mangels Genehmigung der Verlage werden nur drei Zeilen in der Nachbarschaft eines gefundenen Suchwortes gezeigt.
- Keine Vorschau verfügbar (No preview): Noch nicht digitalisierte Bücher, von denen Google Books bislang nur die bibliographischen Angaben aufgenommen hat (ähnlich einem Bibliothekskatalog)

## Geschichte
Im Oktober 2004 stellte sich Google Print auf der Frankfurter Buchmesse vor (Pressekonferenz mit den Google-Gründern Sergey Brin und Larry Page). Im Dezember 2004 begannen Suchergebnisse aus gescannten Büchern in den Ergebnislisten der englischen Suchoberfläche Google.com zu erscheinen. Google hat sich vorgenommen, 15 Millionen Bücher bis 2015 zu scannen. Das entspricht etwa 4,5 Milliarden Seiten. Seit April 2005 existiert eine eigene Suche für die Inhalte des Programms. Im Oktober 2005 wurden zur Frankfurter Buchmesse deutsche und anderssprachige Benutzungsoberflächen präsentiert. Am 4. November 2005 wurde die Suchseite, mit einer erweiterten Suche versehen (Abfragen nach Zeiträumen sind möglich), offiziell vorgestellt. Am 17. November 2005 kündigte Google die Umbenennung des Dienstes im unternehmenseigenen Weblog an. Seit diesem Zeitpunkt werden Anfragen von print.google.com nach books.google.com weitergeleitet.
Im September 2008 kündigte Google an, gemeinsam mit nordamerikanischen Zeitungsverlagen Zeitungen zu digitalisieren. Die digitalisierte Version soll durchsuchbar sowie mit dem Webbrowser navigierbar sein und wie in der Printausgabe mitsamt den Fotografien, Schlagzeilen und Werbeanzeigen erscheinen.
Inzwischen gibt es bei einer Reihe von Büchern eine Kooperation mit Internet Archive. Dort gibt es Ausgaben in verschiedenen Formaten, für das PDF wird auf Google verwiesen (wo es für Werke nach 1864 für Nicht-US-Nutzer nicht verfügbar ist, siehe Kritik).
Aus dem Korpus von Google Books wurden 2009 und 2012 die Datensätze für den Ngram Viewer in verschiedenen Sprachen erstellt.

## Kooperation mit den Verlagen
Google erhält von den Verlagen Bücher oder bekommt PDF-Dateien zugesandt. Die Bücher werden gescannt und durch OCR als E-Texte in den Index aufgenommen. Nutzer können jeweils nur vergleichsweise wenige Seiten des einzelnen Buchs einsehen. Nach einigen Seiten können nur (kostenfrei) registrierte Nutzer eine Anzahl weiterer Seiten einsehen. Eine Reihe von Seiten ist von vornherein für den Zugriff gesperrt. Nach Erschöpfung des Tageskontingents können keine weiteren Seiten betrachtet werden. Frei zugänglich sind in der Regel das Inhaltsverzeichnis, nicht selten auch das Register.
Google versucht die Inhalte durch eine Art Kopierschutz („Digitale Rechteverwaltung“) zu schützen. Dass dies jedoch nicht immer vollständig angewandt wird, kann an verschiedenen Fachbüchern problemlos nachvollzogen werden. Angeschaute Seiten lassen sich nach dem Anzeigen im Webbrowser mittels bestimmter Methoden sogar aus dessen Browser-Cache herauslesen und können mit entsprechenden Tools zu einer PDF-Datei zusammengeführt werden.

## Kooperation mit Bibliotheken

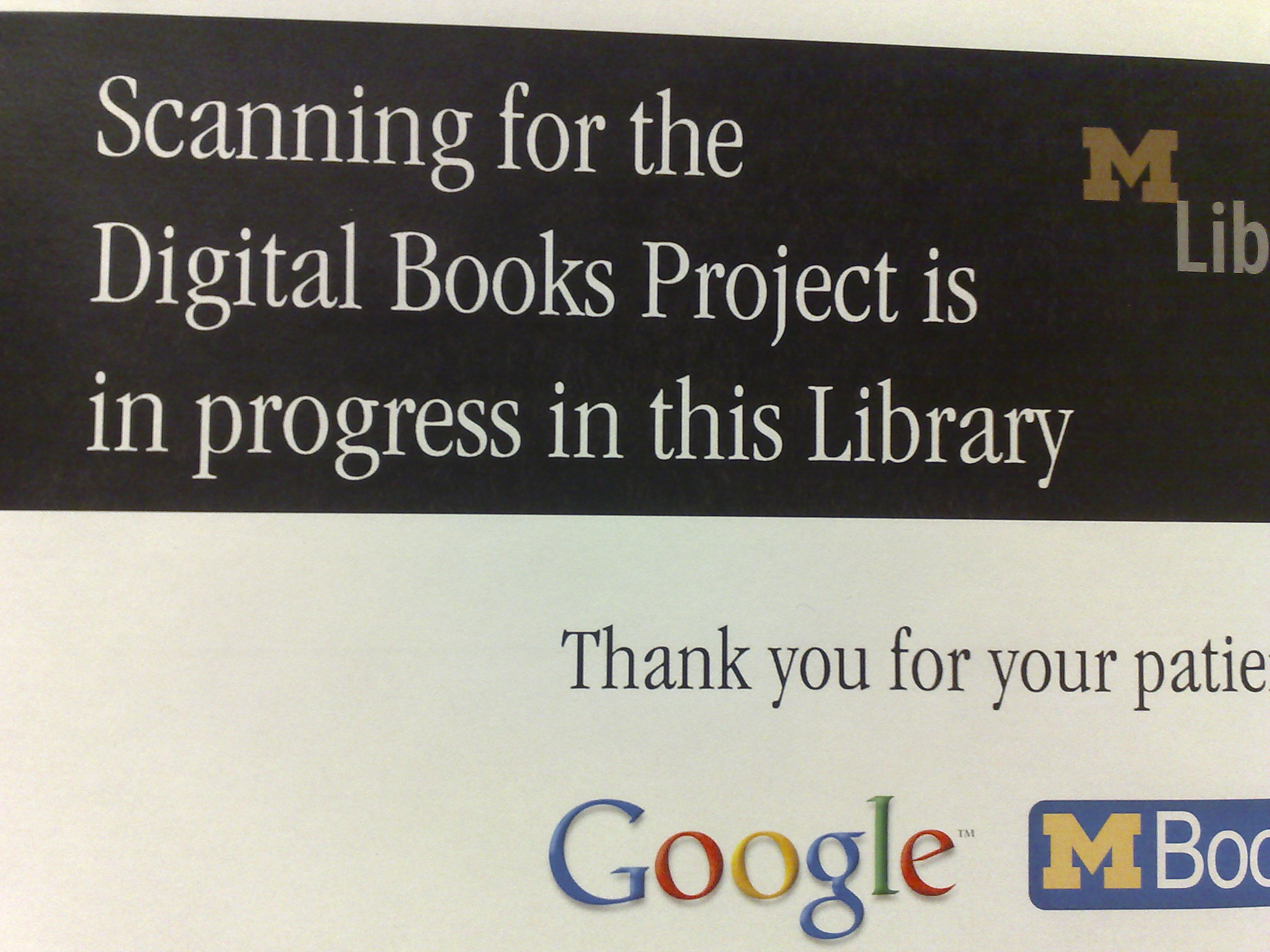
Google Books Hinweis in der Michigan University Library, 2007

Google scannt seit etwa 2005 den kompletten Bestand der Bibliothek der University of Michigan (über 7 Millionen Bände) sowie große Teile der US-Universitätsbibliotheken der Harvard University und der Stanford University, der New York Public Library sowie in Europa der Bodleian Library der University of Oxford. Auch die Bibliotheken der University of Virginia, der University of Wisconsin–Madison, der Princeton University, der University of California und der University of Texas at Austin beteiligen sich.
Ende 2006 traten zwei weitere Institutionen dem Verbund der Bibliotheken bei, die Bücher bei Google digitalisieren lassen: Die Nationalbibliothek von Katalonien (Biblioteca de Catalunya) in Barcelona und die Bibliothek der Universidad Complutense Madrid.
Am 6. März 2007 gab die Bayerische Staatsbibliothek in München bekannt, als erste deutsche Bibliothek mit dem Projekt zu kooperieren. Es sollen nun etwa eine Million urheberrechtsfreie Werke aus den historischen Beständen und aus Spezialsammlungen digitalisiert werden.
Ausgenommen von dem Digitalisierungsprojekt sind nur die Handschriften- und Inkunabelbestände sowie seltene und besonders wertvolle historische Drucke. Mittlerweile wurden weit über 1 Million Titel digitalisiert.
Im Juli 2008 gab die Stadtbibliothek Lyon als erste französische Bibliothek bekannt, ihre Bücher digitalisieren zu lassen.
Am 15. Juni 2010 gab die Österreichische Nationalbibliothek (ÖNB) bekannt, dass Google ihren urheberrechtsfreien Buchbestand digitalisiert. Die Kosten für die Digitalisierung der rund 400.000 Bücher betragen etwa 30 Millionen Euro und werden von Google getragen. ÖNB-Generaldirektorin Johanna Rachinger bezeichnete dieses Vorhaben als eine der größten öffentlich-privaten Partnerschaften in der österreichischen Kulturlandschaft. 400.000 Bände vom 16. bis ins 19. Jahrhundert (mit Ausnahme jener Bücher, bei denen konservatorische Bedenken dagegen sprechen) sollen dabei im Volltext erfasst werden – rund 120 Millionen Buchseiten sind danach online und kostenlos abrufbar.
Das Projekt der Bayerischen Staatsbibliothek wurde inzwischen auf die ihr nachgeordneten bayerischen regionalen Staatlichen Bibliotheken ausgedehnt:
- Staatliche Bibliothek Passau: Circa 10.100 Titel wurden digitalisiert.
- Staatliche Bibliothek Regensburg: Von November 2012 bis Dezember 2015 wurden fast 70.000 Titel mit geschätzten 14 Millionen Seiten digitalisiert.[16]
- Staats- und Stadtbibliothek Augsburg: Zwischen 2014 und 2020 wurden circa 88.000 Titel digitalisiert.[17]
- Staatsbibliothek Bamberg: Von September 2019 bis Januar 2025 wurden 111.500 Titel mit über 34 Millionen Seiten digitalisiert.[18]
- Landesbibliothek Coburg: Von November 2024 bis voraussichtlich Dezember 2029 sollen über 100.000 Titel digitalisiert werden.[19]

## Anwendung in der Forschung
Ein im Dezember 2010 in Science veröffentlichter Aufsatz berichtete über die Möglichkeiten, Google Books zur quantitativen Analyse von Kultur zu nutzen (Culturomics). Den Wissenschaftlern standen für ihre Analysen etwa 4 % aller Bücher, die jemals gedruckt wurden, zur Verfügung. Sie konvertierten die Bücher in eine massive Datenbank der in den Büchern enthaltenen Wörter (N-Gramm). Die Herangehensweise lasse sich für Forschungen auf verschiedenen Gebieten wie Lexikografie, Evolution von Grammatik, kollektivem Gedächtnis, Technologieadoption, Ruhm, Zensur oder historischer Epidemiologie nutzen. Das Forscherteam schätzte zum Beispiel auf Basis der Datenbank, dass sich die Größe des englischen Wortschatzes innerhalb des letzten Jahrhunderts fast verdoppelt habe. In einer anderen Untersuchung wurde der kulturelle Einfluss Sigmund Freuds mit dem Charles Darwins verglichen. Freud verlor demnach an Einfluss; Darwin habe Freud im Jahr 2005 überholt.

## Kritik

### Probleme der Auswahl der Digitalisate
Der Historiker Jean-Noël Jeanneney – ehemaliger Direktor der Französischen Nationalbibliothek, der mit Gallica ein freies europäisches Digitalisierungsprojekt betreibt – plädiert dafür, dass Europa eine Alternative zum Google-Digitalisierungsprojekt auf die Beine stellt. An Google kritisiert er vor allem die Hegemonie des Englischen und den Kumulationseffekt (bei ihm genannt die „Blickfang-Methode“, üblich ist der Begriff „Ranking“, siehe: PageRank), der dazu führe, dass im Kampf um die Aufmerksamkeit des Lesers eine gewollte Konzentration auf die Listenführer stattfinde. Der stärkere Anbieter wird immer noch stärker auf Kosten des Schwächeren. Dadurch werde Google besonders für die Werbung wichtig. Diesem „kapitalistischen“ Google-Prinzip möchte Jeanneney ein Modell entgegensetzen, bei dem der Staat das Sagen in Dingen des kulturellen Gedächtnisses hat. 19 National- und Universitätsbibliotheken in Europa haben den Appell der französischen Nationalbibliothek unterzeichnet, um eine drohende geistige und kulturelle Vorherrschaft der USA zu verhindern.
Das Problem, dass Google Books mit seiner Marktdominanz durch seine Selektionspraxis Alternativen verstellt, wird auch in Deutschland gesehen, insbesondere bei der Recherche auf Spezialgebieten wie der Lokalgeschichte oder der Mundartforschung.

### Probleme bei den Suchfunktionen
Eine Zuordnung von systematischen Sachgruppen und Schlagworten zu den Büchern wie in Bibliothekskatalogen erfolgt nicht. Bücher eines bestimmten Fachgebietes zu selektieren, ist nicht möglich. Google geht davon aus, es genüge für die thematische Suche, alle Wörter in den Büchern zu erfassen. Die Eingabe eines Stichworts kann aber immer nur Ergebnisse in der verwendeten Sprache liefern. Es wird nicht berücksichtigt, dass oft sprachübergreifend gesucht wird und dass ein Wort in mehreren Fachgebieten verwendet werden und unterschiedliche Bedeutungen haben kann.

### Probleme bei der Texterkennung

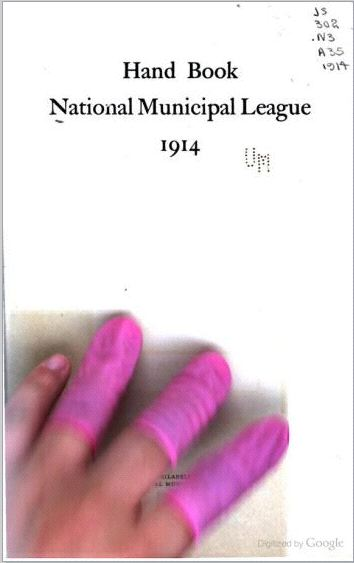
Digitalisat von Google. Sichtbare Finger des Personals am Scanner.

Der Spiegel bemängelte im Jahr 2007 die oft schlechte OCR-Qualität und die mangelhaften Metadaten. Es gibt Fälle, in denen der Autorenname vom OCR falsch erkannt wurde, so dass das Werk unter dem Autorennamen nicht gefunden werden kann. Die sichtbare Qualität der Seiten wurde wiederholt kritisiert. Dies betrifft die Punkte fehlende Textstellen und sichtbare Finger sowie Fingerlinge des Personals am Scanner. Der amerikanische Schriftsteller und Konzeptkünstler Kenneth Goldsmith widmete dem Phänomen 2013 einen Essay im New Yorker.

### Urheberrecht
Google Books ist insbesondere ins Rampenlicht gerückt, da in das Projekt nicht nur urheberrechtsfreie, sondern auch durch das Urheberrecht geschützte Werke eingestellt werden.
Heftige Kritik von Autoren- und Verlegerseite brachte Google dazu, das Scannen von urheberrechtlich geschützten Büchern bis November 2005 auszusetzen. Bis zu diesem Zeitpunkt sollten die Rechteinhaber angeben, welche Bücher sie nicht zugänglich gemacht haben möchten (Opt-out-Lösung). Während Google sich auf den Fair Use des US-Rechts beruft und dabei von renommierten Juristen unterstützt wird, fordern die Verleger und Autorenverbände, dass kein Buch ohne Zustimmung ins Programm eingestellt wird (Opt-in). Im Oktober 2005 wurden in den USA Klagen von Autoren und Verlegern gegen Google eingereicht.
Das „Google Book Settlement“ ist ein Vergleichsvorschlag, den Google Inc. auf eine Sammelklage US-amerikanischer Verlage und Autoren gegen sie ausgearbeitet hat. Die Widerspruchsfrist für Verlage und Autoren („Nicht-Teilnahme-Frist“) wurde vom 5. Mai 2009 bis zum 4. September 2009 verlängert.
Im September 2011 wurde bekannt:

“In a surprise move, authors’ groups slammed their one-time university partners with a lawsuit demanding that the schools surrender digital collections and stop working with Google (NSDQ: GOOG). The lawsuit opens a new phase in the fight over digital libraries and comes the same week that Google’s controversial books settlement is expected to die in court.”

„In einem überraschenden Vorgehen verpassten Autorenverbände ihren ehemaligen Bündnispartnern, den Universitäten, eine gerichtliche Klage, in der sie verlangen, dass die Hochschulen die digitalen Büchersammlungen aufgeben und die Zusammenarbeit mit Google einstellen. Die Klage eröffnet eine neue Runde im Kampf um digitale Büchereien und kommt in derselben Woche, in der dem umstrittenen ‚Google book settlement‘ voraussichtlich vor Gericht der Garaus gemacht wird.“

Im November 2013 wurde im Urheberrechtsverfahren der amerikanischen Autorenvereinigung Authors Guild gegen Google der Antrag auf einen Geschworenenprozess abgewiesen und gleichzeitig festgehalten, dass Google Books grundsätzlich durch das „Fair Use“-Prinzip gedeckt sei. Dieses Urteil wurde im Oktober 2015 in zweiter Instanz bestätigt.
In den USA kritisierte etwa die „American Society of Journalists and Authors“ die Einigung als einen internen Handel zugunsten der daran Beteiligten. Auch Mitglieder des Konkurrenzprojektes der Open Content Alliance kritisieren das Vorgehen von Google, das keine Rücksicht auf Copyright nehme.

#### Kritik aus Deutschland
Das Urteil betrifft auch nicht-amerikanische Verlage und Autoren, da Google über das Internet weltweit erreichbar ist. Google könnte dann jedes Werk deutschsprachiger Autoren, die keinen Einspruch in den USA erhoben haben (Widerspruchsfrist 4. September 2009), in digitalisierter Form auf seiner Plattform zur Ansicht stellen, ohne dass hiergegen noch rechtlicher Einspruch der Autoren möglich wäre. Für den deutschen Buchmarkt hat die Verwertungsgesellschaft Wort (VG Wort) einen eigenen Regelungsvorschlag ausgearbeitet. Die VG Wort kritisiert und klagt auf der einen Seite gegen Aspekte dieser möglichen Einigung vor einem amerikanischen Gericht. Auf der anderen Seite arbeitet die VG Wort mit Google bei der geplanten Umsetzung der Einigung zusammen.
In Deutschland fordern im Heidelberger Appell Schriftsteller, Verlage und Wissenschaftler den Schutz des Urheberrechts gegen seine Aushöhlung. In dem Manifest werden zwei Dinge miteinander verbunden: die Kritik an der Google-Buch-Digitalisierung mit einer Kritik an Open-Access-Politik im Allgemeinen. Dies hat zu einer Zersplitterung der Kritiker des rasch voranschreitenden Google-Digitalisierungsprojekts geführt. Ein großes Problem sieht der Heidelberger Appell insbesondere im Vergleich. In der Frankfurter Allgemeinen Zeitung wird der Verdacht eines „Coupon-settlements“ nahegelegt, bei dem selbsternannte Klägeranwälte mit Google eine „Einigung“ aushandeln, um ein üppiges Honorar und eine marktdominierende Stellung für Google zu erreichen.
Am 1. September 2009 kritisierte die Bundesregierung den Einigungsvorschlag. Sie forderte, dass zumindest eine eigene Klasse für die deutschen Rechteinhaber gebildet werden solle und diese von der pauschalen Einigung auszunehmen. Zudem behinderten Googles Copyright-Verletzungen und das Verhalten „Erst tun, dann fragen“ Projekte wie die europäische Online-Bibliothek Europeana, die Autorenrechte vorab wahre.

#### Kritik durch die EU-Kommission
Anlässlich einer Expertenanhörung durch die Europäische Kommission am 7. September 2009 erklärte Google, auf die Bedenken von Verlegern und Autoren eingehen zu wollen und deren Vertreter an der Beaufsichtigung des Projekts Google Books zu beteiligen. In Europa urheberrechtlich geschützte und lieferbare Bücher sollen nicht ohne ausdrückliche Erlaubnis gescannt und online zugänglich gemacht werden. Gleichzeitig bekundete die EU-Kommission, das Urheberrecht ändern zu wollen, da aufgrund der Gesetzeslage nur die USA von den Vorteilen der Digitalisierung und Online-Vermarktung profitieren würden.

## Sonstige Rezeption
Der fünfjährige Feldversuch eines Projekts der University of California, Berkeley und der Northeastern University kommt zu dem Schluss, dass über Google Books digitalisierte Bücher um 5 bis 8 Prozent häufiger als Print-Edition gekauft werden und Zufallsfunde bei Recherchen Vorteile für kleinere und Independent-Verlage bieten können.

## Andere Projekte
- Die Open Content Alliance unter anderem mit Konkurrent Yahoo, dem Internetarchiv und der University of California hat im Rahmen der Open Library in großem Umfang Bücher katalogisiert und digitalisiert, als freie Inhalte und unter strikter Wahrung des Urheberrechts.
- Der Konkurrent und mögliche Partner von Google, das Internet-Versandhaus Amazon, bietet kommerzielle Bücher im Volltext an, konzentriert sich jedoch auf aktuell im Handel erhältliche Bücher, und will damit den Verkauf von Büchern fördern.
- MINERVA, ein europäisches Projekt zur Koordination der Digitalisierung europäischer Kulturgüter.
- Wikisource, ein freies Online-Projekt zur Sammlung und Edition von Texten, die entweder urheberrechtsfrei (gemeinfrei) sind oder unter einer freien Lizenz stehen.
- Project Gutenberg, ist eine über das Internet zugängliche und von Ehrenamtlichen erstellte digitale Bibliothek. 1971 gestartet, ist sie die älteste digitale Bibliothek der Welt.
- Gallica, das Digitalisierungsprojekt der Französischen Nationalbibliothek.
- European Library, eine europäische Initiative, die den Zugang zu den digitalisierten Werken der Mitgliedsländer verbessern soll.
- Große Verlage wie Random House (Bertelsmann) beginnen, ihre Buchbestände zu digitalisieren und für Suchmaschinen auffindbar zu machen. Random House stellte im Februar 2007 Teile seiner Buchbestände (5000 Titel, weitere sollen folgen) online.[38] Mit Insight ermöglicht das Unternehmen seinen Kunden eine festgelegte Anzahl von Seiten pro Titel zu durchsuchen.[39]
- Seit Oktober 2007 ist mit Zeno.org eine weitere Online-Bibliothek verfügbar.
- Libreka – die deutsche Antwort des Börsenvereins des Deutschen Buchhandels auf Google Book Search